# Campeonato Europeo de Waterpolo Masculino de 2020
El XXXIV Campeonato Europeo de Waterpolo Masculino se celebró en Budapest (Hungría) entre el 14 y el 26 de enero de 2020 bajo la organización de la Liga Europea de Natación (LEN) y la Federación Húngara de Natación. Paralelamente se celebró el XVIII Campeonato Europeo de Waterpolo Femenino.
Los partidos se realizaron en la Duna Aréna de la capital magiar. Compitieron en el evento 16 selecciones nacionales afiliadas a la LEN por el título europeo, cuyo anterior portador era el equipo de Serbia, ganador del Europeo de 2018.
La selección de Hungría conquistó el título europeo al vencer en la final al equipo de España con un marcador de 14-13. El conjunto de Montenegro ganó la medalla de bronce en el partido por el tercer puesto contra el equipo de Croacia.

## Grupos
| Grupo A    | Grupo B      | Grupo C | Grupo D |
| ---------- | ------------ | ------- | ------- |
| Croacia    | Países Bajos | España  | Francia |
| Alemania   | Rumanía      | Hungría | Georgia |
| Montenegro | Rusia        | Malta   | Grecia  |
| Eslovaquia | Serbia       | Turquía | Italia  |

## Primera fase
- Todos los partidos en la hora local de Hungría (UTC+1).

El primer equipo de cada grupo pasa directamente a los cuartos de final. Los equipos clasificados en segundo y tercer puesto tienen que disputar primero la clasificación a cuartos. Los equipos restantes juegan entre sí por los puestos 8 a 12.

### Grupo A
| Equipo     | J | G | E | P | GF | GC | DG  | PTS |
| ---------- | - | - | - | - | -- | -- | --- | --- |
| Croacia    | 3 | 3 | 0 | 0 | 44 | 23 | +21 | 9   |
| Montenegro | 3 | 2 | 0 | 1 | 35 | 18 | +17 | 6   |
| Alemania   | 3 | 1 | 0 | 2 | 20 | 32 | -12 | 3   |
| Eslovaquia | 3 | 0 | 0 | 3 | 13 | 39 | -26 | 0   |

- Resultados

| Fecha | Hora  | Partido    | Partido | Partido    | Resultado |
| ----- | ----- | ---------- | ------- | ---------- | --------- |
| 14.01 | 11:30 | Eslovaquia | -       | Montenegro | 4-15      |
| 14.01 | 14:30 | Alemania   | -       | Croacia    | 9-17      |
| 16.01 | 10:00 | Alemania   | -       | Eslovaquia | 8-5       |
| 16.01 | 20:30 | Montenegro | -       | Croacia    | 10-11     |
| 18.01 | 16:00 | Eslovaquia | -       | Croacia    | 4-16      |
| 18.01 | 17:30 | Alemania   | -       | Montenegro | 3-10      |

### Grupo B
| Equipo       | J | G | E | P | GF | GC | DG  | PTS |
| ------------ | - | - | - | - | -- | -- | --- | --- |
| Serbia       | 3 | 3 | 0 | 0 | 39 | 20 | +19 | 9   |
| Rusia        | 3 | 1 | 0 | 2 | 34 | 33 | +1  | 3   |
| Rumanía      | 3 | 1 | 0 | 2 | 26 | 34 | -8  | 3   |
| Países Bajos | 3 | 1 | 0 | 2 | 22 | 34 | -12 | 3   |

- Resultados

| Fecha | Hora  | Partido | Partido | Partido      | Resultado |
| ----- | ----- | ------- | ------- | ------------ | --------- |
| 14.01 | 10:00 | Rumanía | -       | Países Bajos | 8-9       |
| 14.01 | 17:30 | Serbia  | -       | Rusia        | 13-9      |
| 16.01 | 13:00 | Rumanía | -       | Serbia       | 7-15      |
| 16.01 | 14:30 | Rusia   | -       | Países Bajos | 15-9      |
| 18.01 | 11:30 | Rumanía | -       | Rusia        | 11-10     |
| 18.01 | 20:30 | Serbia  | -       | Países Bajos | 11-4      |

### Grupo C
| Equipo  | J | G | E | P | GF | GC | DG  | PTS |
| ------- | - | - | - | - | -- | -- | --- | --- |
| Hungría | 3 | 2 | 1 | 0 | 56 | 16 | +40 | 7   |
| España  | 3 | 2 | 1 | 0 | 58 | 25 | +33 | 7   |
| Turquía | 3 | 1 | 0 | 2 | 25 | 53 | -28 | 3   |
| Malta   | 3 | 0 | 0 | 3 | 17 | 62 | -45 | 0   |

- Resultados

| Fecha | Hora  | Partido | Partido | Partido | Resultado |
| ----- | ----- | ------- | ------- | ------- | --------- |
| 14.01 | 13:00 | Malta   | -       | España  | 7-23      |
| 14.01 | 19:00 | Turquía | -       | Hungría | 5-19      |
| 16.01 | 11:30 | Malta   | -       | Turquía | 10-13     |
| 16.01 | 19:00 | Hungría | -       | España  | 11-11     |
| 18.01 | 10:00 | Turquía | -       | España  | 7-24      |
| 18.01 | 19:00 | Malta   | -       | Hungría | 0-26      |

### Grupo D
| Equipo  | J | G | E | P | GF | GC | DG  | PTS |
| ------- | - | - | - | - | -- | -- | --- | --- |
| Italia  | 3 | 3 | 0 | 0 | 39 | 19 | +19 | 9   |
| Grecia  | 3 | 2 | 0 | 1 | 35 | 30 | +5  | 6   |
| Georgia | 3 | 1 | 0 | 2 | 25 | 42 | -17 | 3   |
| Francia | 3 | 0 | 0 | 3 | 24 | 31 | -7  | 0   |

- Resultados

| Fecha | Hora  | Partido | Partido | Partido | Resultado |
| ----- | ----- | ------- | ------- | ------- | --------- |
| 14.01 | 16:00 | Francia | -       | Georgia | 7-9       |
| 14.01 | 21:00 | Italia  | -       | Grecia  | 10-6      |
| 16.01 | 16:00 | Grecia  | -       | Georgia | 17-10     |
| 16.01 | 17:30 | Francia | -       | Italia  | 7-10      |
| 18.01 | 13:00 | Francia | -       | Grecia  | 10-12     |
| 18.01 | 14:30 | Italia  | -       | Georgia | 18-6      |

## Fase final
- Todos los partidos en la hora local de Hungría (UTC+1).

|  | Clasif. a cuartos | Clasif. a cuartos |            |         | Cuartos de final | Cuartos de final |            |              | Semifinales  | Semifinales |  |  | Final       | Final       |
|  | 20 de enero       | 20 de enero       |            |         | 22 de enero      | 22 de enero      |            |              | 24 de enero  | 24 de enero |  |  | 26 de enero | 26 de enero |
|  |                   |                   |            |         |                  |                  |            |              |              |             |  |  |             |             |
|  |                   |                   |            |         |                  |                  |            |              |              |             |  |  |             |             |
|  |                   |                   |            |         |                  |                  |            |              |              |             |  |  |             |             |
|  | Italia            | 8                 |            |         |                  |                  |            |              |              |             |  |  |             |             |
|  | Italia            | 8                 | Montenegro | 17      |                  |                  |            |              |              |             |  |  |             |             |
|  |                   | Montenegro        | Montenegro | 17      | 10               |                  |            |              |              |             |  |  |             |             |
|  | Turquía           | Montenegro        | 6          |         | 10               | Montenegro       | 8          |              |              |             |  |  |             |             |
|  | Turquía           |                   | 6          |         |                  | Montenegro       | 8          |              |              |             |  |  |             |             |
|  |                   |                   |            | Hungría | 10               |                  |            |              |              |             |  |  |             |             |
|  | Hungría           | 14                |            | Hungría | 10               |                  |            |              |              |             |  |  |             |             |
|  | Hungría           | 14                | Rusia      | 14      |                  |                  |            |              |              |             |  |  |             |             |
|  |                   | Rusia             | Rusia      | 14      | 10               |                  |            |              |              |             |  |  |             |             |
|  | Georgia           | Rusia             | 13         |         | 10               | Hungría (P)      | 14         |              |              |             |  |  |             |             |
|  | Georgia           |                   | 13         |         |                  | Hungría (P)      | 14         |              |              |             |  |  |             |             |
|  |                   |                   |            | España  | 13               |                  |            |              |              |             |  |  |             |             |
|  | Serbia            | 9                 |            | España  | 13               |                  |            |              |              |             |  |  |             |             |
|  | Serbia            | 9                 | Alemania   | 6       |                  |                  |            |              |              |             |  |  |             |             |
|  |                   | España (P)        | Alemania   | 6       | 10               |                  |            |              |              |             |  |  |             |             |
|  | España            | España (P)        | 12         |         | 10               | España           | 9          | Tercer lugar | Tercer lugar |             |  |  |             |             |
|  | España            |                   | 12         |         |                  | España           | 9          | Tercer lugar | Tercer lugar |             |  |  |             |             |
|  |                   |                   |            | Croacia | 8                |                  |            |              |              |             |  |  |             |             |
|  | Croacia           | 14                |            | Croacia | 8                |                  |            |              |              |             |  |  |             |             |
|  | Croacia           | 14                | Rumanía    | 7       |                  |                  | Montenegro | 10           |              |             |  |  |             |             |
|  |                   | Grecia            | Rumanía    | 7       | 11               |                  | Montenegro | 10           |              |             |  |  |             |             |
|  | Grecia            | Grecia            | 14         |         | 11               | Croacia          | 9          |              |              |             |  |  |             |             |
|  | Grecia            |                   | 14         |         |                  | Croacia          | 9          |              |              |             |  |  |             |             |

### Clasificación a cuartos de final
| Fecha | Hora  | Partido    | Partido | Partido | Resultado |
| ----- | ----- | ---------- | ------- | ------- | --------- |
| 20.01 | 14:30 | Montenegro | -       | Turquía | 17-6      |
| 20.01 | 16:00 | Alemania   | -       | España  | 6-12      |
| 20.01 | 17:30 | Rusia      | -       | Georgia | 14-13     |
| 20.01 | 19:00 | Rumanía    | -       | Grecia  | 7-14      |

### Cuartos de final
| Fecha | Hora  | Partido | Partido | Partido    | Resultado |
| ----- | ----- | ------- | ------- | ---------- | --------- |
| 22.01 | 16:00 | Italia  | -       | Montenegro | 8-10      |
| 22.01 | 17:30 | Serbia  | -       | España     | 9-10 (P)  |
| 22.01 | 19:00 | Hungría | -       | Rusia      | 14-10     |
| 22.01 | 20:30 | Croacia | -       | Grecia     | 14-11     |

### Semifinales
| Fecha | Hora  | Partido    | Partido | Partido | Resultado |
| ----- | ----- | ---------- | ------- | ------- | --------- |
| 24.01 | 17:30 | España     | -       | Croacia | 9-8       |
| 24.01 | 19:00 | Montenegro | -       | Hungría | 8-10      |

### Tercer lugar
| Fecha | Hora  | Partido    | Partido | Partido | Resultado |
| ----- | ----- | ---------- | ------- | ------- | --------- |
| 26.01 | 17:30 | Montenegro | -       | Croacia | 10-9      |

### Final
| Fecha | Hora  | Partido | Partido | Partido | Resultado |
| ----- | ----- | ------- | ------- | ------- | --------- |
| 26.01 | 19:00 | Hungría | -       | España  | 14-13 (P) |

### Partidos de clasificación
- Puestos 13.º a 16.º

| Fecha | Hora  | Partido      | Partido | Partido | Resultado |
| ----- | ----- | ------------ | ------- | ------- | --------- |
| 20.01 | 11:30 | Eslovaquia   | -       | Malta   | 8-4       |
| 20.01 | 13:00 | Países Bajos | -       | Francia | 8-9       |

- Puestos 9.º a 12.º

| Fecha | Hora  | Partido  | Partido | Partido | Resultado |
| ----- | ----- | -------- | ------- | ------- | --------- |
| 22.01 | 13:00 | Turquía  | -       | Georgia | 6-12      |
| 22.01 | 14:30 | Alemania | -       | Rumanía | 15-10     |

- Puestos 7.º a 10.º

| Fecha | Hora  | Partido | Partido | Partido | Resultado |
| ----- | ----- | ------- | ------- | ------- | --------- |
| 24.01 | 14:30 | Italia  | -       | Rusia   | 14-12     |
| 24.01 | 16:00 | Serbia  | -       | Grecia  | 12-9      |

15.º lugar
| Fecha | Hora  | Partido | Partido | Partido      | Resultado |
| ----- | ----- | ------- | ------- | ------------ | --------- |
| 22.01 | 10:00 | Malta   | -       | Países Bajos | 9-19      |

13.º lugar
| Fecha | Hora  | Partido    | Partido | Partido | Resultado |
| ----- | ----- | ---------- | ------- | ------- | --------- |
| 22.01 | 11:30 | Eslovaquia | -       | Francia | 6-9       |

Undécimo lugar
| Fecha | Hora  | Partido | Partido | Partido | Resultado |
| ----- | ----- | ------- | ------- | ------- | --------- |
| 24.01 | 11:30 | Turquía | -       | Rumanía | 3-20      |

Noveno lugar
| Fecha | Hora  | Partido | Partido | Partido  | Resultado |
| ----- | ----- | ------- | ------- | -------- | --------- |
| 24.01 | 13:00 | Georgia | -       | Alemania | 8-9       |

Séptimo lugar
| Fecha | Hora  | Partido | Partido | Partido | Resultado |
| ----- | ----- | ------- | ------- | ------- | --------- |
| 26.01 | 14:30 | Rusia   | -       | Grecia  | 9-11      |

Quinto lugar
| Fecha | Hora  | Partido | Partido | Partido | Resultado |
| ----- | ----- | ------- | ------- | ------- | --------- |
| 26.01 | 16:00 | Italia  | -       | Serbia  | 7-8       |

## Medallero
| Hungría | España | Montenegro |
| Dániel Angyal Balázs Erdélyi Balázs Hárai Norbert Hosnyánszky Szilárd Jansik Krisztián Manhercz Tamás Mezei Viktor Nagy Zoltán Pohl Márton Vámos Dénes Varga Soma Vogel Gergő Zalánki | Alejandro Bustos Sánchez Adrià Delgado Baches Miguel de Toro Domínguez Francisco Fernández Miranda Álvaro Granados Ortega Marc Larumbe Gonfaus Daniel López Pinedo Eduardo Lorrio Béjar Blai Mallarach Güell Alberto Munárriz Egaña Felipe Perrone Rocha Bernat Sanahuja Carné Roger Tahull Compte | Draško Brguljan Uroš Čučković Dragan Drasković Bogdan Đurđić Aleksandar Ivović Dejan Lazović Dimitrije Obradović Marko Petković Stefan Pješivac Đuro Radović Vladan Spaić Petar Tesanović Stefan Vidović |
| Tamás Märcz (seleccionador) | David Martín (seleccionador) | Vladimir Gojković (seleccionador) |

Fuente: 

## Estadísticas

### Clasificación general
| 1. Hungría JO    |
| 2. España        |
| 3. Montenegro    |
| 4. Croacia       |
| 5. Serbia        |
| 6. Italia        |
| 7. Grecia        |
| 8. Rusia         |
| 9. Alemania      |
| 10. Georgia      |
| 11. Rumanía      |
| 12. Turquía      |
| 13. Francia      |
| 14. Eslovaquia   |
| 15. Países Bajos |
| 16. Malta        |

### Máximos goleadores
| N.º | Nombre                  | Selección  | Goles | Tiros | %      | Partidos jugados |
| --- | ----------------------- | ---------- | ----- | ----- | ------ | ---------------- |
| 1   | Konstantin Jarkov       | Rusia      | 21    | 32    | 65,6 % | 7                |
| 2   | Alberto Munárriz Egaña  | España     | 20    | 43    | 46,5 % | 7                |
| 3   | Álvaro Granados Ortega  | España     | 18    | 40    | 45,0 % | 7                |
| 4   | Dénes Varga             | Hungría    | 17    | 30    | 56,7 % | 6                |
| 4   | Konstantinos Yeniduniás | Grecia     | 17    | 38    | 44,7 % | 7                |
| 6   | Gergő Zalánki           | Hungría    | 16    | 27    | 59,3 % | 6                |
| 6   | Felipe Perrone Rocha    | España     | 16    | 32    | 50,0 % | 7                |
| 8   | Ányelos Vlajópulos      | Grecia     | 15    | 37    | 40,5 % | 7                |
| 8   | Aleksandar Ivović       | Montenegro | 15    | 43    | 34,9 % | 7                |
| 10  | Dušan Mandić            | Serbia     | 14    | 29    | 48,3 % | 6                |

Fuente:  Archivado el 10 de marzo de 2022 en Wayback Machine.